# Cantharis
Cantharis is een geslacht van kevers uit de familie soldaatjes (Cantharidae).

## Soorten
- Cantharis boroveci Svihla, 1999
- Cantharis brancuccii (Svihla, 1992)
- Cantharis bulgarica (Svihla, 1983)
- Cantharis cedricola (Wittmer, 1971)
- Cantharis cretica (Wittmer, 1971)
- Cantharis cryptica Ashe, 1947
- Cantharis cyprogenia (Svihla, 1983)
- Cantharis dahlgreni (Wittmer, 1984)
- Cantharis decipiens Baudi, 1872
- Cantharis dedicata (Svihla, 2005)
- Cantharis emiliae (Svihla, 1992)
- Cantharis figurata Mannerheim, 1843
- Cantharis flavilabris Fallén, 1807
- Cantharis fusca Linnaeus, 1758 – Donker soldaatje
- Cantharis gemina (Dahlgren, 1974)
- Cantharis heleocharis (Sato, Okushima & Ishida, 2002)
- Cantharis inthanonensis (Wittmer, 1997)
- Cantharis iranica (Wittmer, 1975)
- Cantharis jindrai (Svihla, 2004)
- Cantharis kafkai (Svihla, 1999)
- Cantharis kambaitiensis (Wittmer, 1989)
- Cantharis knizeki (Svihla, 2004)
- Cantharis lateralis Linnaeus, 1758
- Cantharis livida Linnaeus, 1758 – Geel soldaatje
- Cantharis lucens (Moscardini, 1967)
- Cantharis malaisei (Wittmer, 1989)
- Cantharis melaspoides (Wittmer, 1971)
- Cantharis metallipennis (Wittmer, 1997)
- Cantharis minutemaculata (Wittmer, 1997)
- Cantharis nigra (De Geer, 1774)
- Cantharis nigricans O.F. Müller, 1766 – Gestreepte weekkever
- Cantharis obscura Linnaeus, 1758
- Cantharis pagana Rosenhauer, 1847
- Cantharis pakistana (Wittmer, 1997)
- Cantharis pallida Goeze, 1777
- Cantharis pallidithorax Wittmer, 1984
- Cantharis paludosa Fallén, 1807
- Cantharis pamphylica (Wittmer, 1971)
- Cantharis paradoxa Hicker, 1960
- Cantharis pellucida Fabricius, 1792
- Cantharis podistroides (Svihla, 1992)
- Cantharis pulicaria Fabricius, 1781
- Cantharis rifensis (Kocher, 1961)
- Cantharis rufa Linnaeus, 1758
- Cantharis rustica Fallén, 1807 – Zwart soldaatje
- Cantharis satoi (Wittmer, 1997)
- Cantharis schoeni (Svihla, 1992)
- Cantharis seinghukuensis (Wittmer, 1989)
- Cantharis shergaoensis (Wittmer, 1989)
- Cantharis sucinonigra (Kuska, 1992)
- Cantharis thibetanomima (Wittmer, 1997)
- Cantharis tripunctata Wittmer, 1984
- Cantharis voriseki (Svihla, 1992)
- Cantharis ziganadagensis (Wittmer, 1971)
- Cantharis zolotikhini (Kazantsev, 1994)